# مؤسسة الملك عبد العزيز آل سعود (الدار البيضاء)
مؤسسة الملك عبد العزيز آل سعود للدراسات الإسلامية والعلوم الإنسانية بمدينة الدار البيضاء المغربية هي مؤسسة توثيقية وعلمية وثقافية أنشئت بمبادرة الملك عبد الله بن عبد العزيز آل سعود سنة 1985.

يقع مجمعها قرب الشاطئ الأطلسي، ويتكون من مكتبة ومركز المعلومات وجامع، على مساحة 14 و481 ألف مترًا مربعًا، وتضم نحو مليون عنوان في تخصصات الأدب والعلوم. وهي مؤسسة ذات صفة المؤسسة ذات النفع العام، وتقوم بإصدار مطبوعات وتعقد ندوات ومؤتمرات.

## مكتبة
تتكون المكتبة من جناحين: جناح ابن رشد وجناح ابن خلدون.
جناح ابن رشد:
- 100 الفلسفة
- 150 علم النفس
- 200 الديانات
- 210 الإسلام
- 400 اللغات
- 700 الفنون
- 800 الأدب
- M800 الأدب المغاربي
- الدوريات (المجلات)

1. ↑  "مؤسسة الملك عبد العزيز آل سعود - ARUC". www.aruc.org (بar-SA). Archived from the original on 2020-01-25. Retrieved 2017-10-05.{{استشهاد ويب}}:  صيانة الاستشهاد: لغة غير مدعومة (link)
2. ↑  "مؤسسة الملك عبدالعزيز في الدار البيضاء.. كنز معرفي وأرشيف مغربي متكامل". مؤرشف من الأصل في 2018-04-21.